# Castello Visconteo (Voghera)
Il castello visconteo è un edificio difensivo di Voghera.

## Storia
Secondo alcuni documenti storici redatti tra l'IX e il X secolo, il castello Visconteo di Voghera avrebbe avuto origine all'epoca dei Berengari e precisamente fra l'888 e il 950.
Si presume comunque che già durante le invasioni barbariche l'abitato di Voghera (Iria) fosse dotato di una fortezza circondata da cinta muraria. Lo storico Antonio Cavagna Sangiuliani, concordando con la versione del suo collega Manfredi, afferma che già dal X secolo sia provata l'esistenza del castello in quanto costruzione realizzata nella sua completezza; munita quindi di un largo fossato che circondava la fortezza e di numerose e solide mura sostenute da torri.
Nei secoli XI e XII Voghera è munita di uno tra i castelli più potenti e solidi dell'Oltrepò. Durante questo periodo vi è inoltre testimonianza di molte trasformazioni in "castra" di manieri siti nelle zone circostanti. Questo termine latino, fa riferimento a castrum, ossia a un borgo fortificato contenente case, botteghe e ovviamente la residenza principale: il castello. All'interno di essa troviamo anche chiese e monasteri, vale la pena citare i più noti, quelli tortonesi di Santa Maria della Rossella, San Marziano e la chiesa di Santa Maria Bianca.
D'altro canto, lo Schiapparelli presume che il castello sia stato eretto dopo l'invasione degli ungari e il Maragliano parla di un castrum di fronte al quale fosse già stata edificata un'altra fortezza sul terreno concesso al vescovo di Tortona per investitura della badessa del monastero del Senatore. E sempre in altri documenti il Cavagna Sangiuliani afferma che nel 1330 i due podestà di Voghera (G. Cadrona e S. Beccaria) iniziano una vera e propria fortificazione del castello, che poi diventerà residenza di Galeazzo Visconti nel 1372.
Ciò che però sembra strano è che per ben due secoli non viene fatta alcuna menzione dell'edificio, si presume a causa di numerose vendite, acquisti, donazioni ed usurpazioni del monastero del Senatore di Pavia. Non a caso alcune fonti storiche dimostrano che Voghera passa sotto il dominio della città di Pavia.
Oltre a questo, il castello subisce molte trasformazioni, soprattutto a causa del continuo potenziamento della cinta muraria e delle torri.

Un significativo consolidamento avviene per mano di Galeazzo II Visconti, divenuto signore di Voghera dopo la conquista di Pavia. Egli infatti pensa ad una costruzione difensiva più valida e più resistente.
Un'ulteriore modifica si ha nel 1361 quando viene ordinato a tutti i podestà delle terre del marchese di Monferrato, nonostante la precedente riappacificazione avvenuta poco prima fra i due.

Per far fronte alle spese di ricostruzione del castello il Visconti richiede però la somma di 20.000 fiorini d'oro al proprio territorio di giurisdizione, aumentando i dazi e la quantità di denaro per i sacchi di diritto di macina. È così che Galeazzo II mette a capo dei lavori due esperti vogheresi che però falliranno parzialmente nel loro compito, cosicché il signore sarà obbligato a ridurre l'estensione del castello da 100 a 80 bracci.

Ampliato il castello il visconte ordina di trasferire mobile e vettovaglie nella sua dimora, pagando col proprio salario il castellano Zanardo de Dono, incaricato dei lavori. Inoltre fa trasportare al suo interno pietre, legna, mattoni e altri materiali da costruzione mediante l'uso di carri e buoi provenienti da Nazzano e Retorbido.
Infine, nel 1379, Galeazzo II procura personalmente la somma di denaro mancante per adempire al suo progetto originario d'ampliamento (ovvero 100 bracci).
La considerazione più importante è che per realizzare tutto questo il Signore utilizza i soldi del suo salario, ecco perché nel 1380 il Manfredi asserisce come se fosse un fatto naturale “i lavori si eseguivano sempre con la paga del signore”.

Nel 1381 viene costruito il pozzo, ma nel 1382 mediante una grida il Comune chiede al Visconti di poter pagare gli ultimi lavori di cui necessita il castello. Viene così innalzato il muro che tutt'oggi si può ammirare dal lato ponente e che si colloca tra il castello e la porta di santo Stefano.
In questo modo si procederà per tutte le sistemazioni e costruzioni successive fino al 1400, cosicché tali necessità rappresenteranno ulteriori spese per il comune.
Nel marzo del 1400 il castello ebbe la visita di Manuele Paleologo, imperatore d'Oriente, diretto a Milano.

Nel 1404 il governatore o castellano è Filippo de Mangano. Filippo Maria Visconti vi soggiorna dal giugno all'ottobre del 1405; egli avendo data la "custodia" di Voghera a Castellino Beccaria, lo nomina signore e conte di Voghera oltre a concedergli il maniero a dimora della famiglia che verrà spodestata nel 1414. Dal 1415 ai primi decenni del Settecento vi è un continuo cambio di podestà della fortezza; tra i nomi di spicco abbiamo di nuovo la famiglia Visconti seguita dai dal Verme (conti di Bobbio, Voghera e Val Tidone) e dagli Sforza.
In ordine di apparizione abbiamo poi i Gonzaga nel 1546 e i Giudici nel 1593.
Nel 1604 il castello viene descritto con sei torri, molti alloggi e un giardino di dieci pertiche. Nel 1635, quando gli abitanti del borgo di Voghera, chiusero le porte ai francesi, si difesero per diversi giorni, il capitano Biagio Ferrari si era ritirato e rinforzato nel fortilizio con tre compagnie di fanteria lombarda. Nel 1647 i francesi abbatterono il torrione di mezzo che prospettava sul giardino (oggi piazza castello) e occuparono il maniero. Nel 1723 il feudatario è Don Alfonso del Pozzo, marchese di Voghera, Pizzale e Medassino; nel 1733 Voghera è occupata dall'Austria e ne comanda il territorio il marchese Sandricourt.
Quando il controllo del territorio passa sotto il controllo di Carlo Emanuele III, e Voghera viene eretta provincia, l'edificio è cominciato a servire come ufficio fiscale, sede della magistratura, intendenza, magazzino.

Forse dopo l'erezione di Voghera a città nel 1770, l'ex fortilizio subì ritocchi costruttivi (mura interne, finestre, merlature). Consta che nel 1793 fu destinato a raccogliere in deposito gli oggetti che dovevano esser inviati all'Arsenale di Torino. Pertanto è nel 1800 che "il castello fu riabbellito a città"; ma non è precisato quando fu convertito in palazzo.

### Da castello a carcere
Le carceri per i criminali non vi erano ancora nel 1800; vi appaiono però a partire dal 1807. La costruzione aveva raggiunto un livello di declino mai raggiunto prima. La città è però molto attaccata al suo castello e non sono mancati i tentativi di recupero. Nel 1888 le rampe d'ingresso ed anche la fronte dal lato nord rispondenti sull'omonima piazza Castello attirarono l'attenzione del comune per eseguire migliorie e sistemarne il mantenimento. Più tardi, nel 1911, si rinnovò il progetto di riattamento e abbellimento contemplati già in precedenza per "l'estetica ed il vantaggio del Comune" stanziando lire venticinquemila.
Nel 1926, dopo la prima guerra mondiale, c'è un nuovo risveglio dei sentimenti patriottici, si propone di destinare l'edificio alle memorie dei caduti. Oltre all'idea di una biblioteca e altre istituzioni d'arte.

Tutti i progetti non vennero realizzati completamente.

Nel 1935 l'ingegner Vittorio Paron presentò un progetto per il restauro del castello, nel contempo si svolsero presso il Ministero di Grazia e Giustizia le pratiche per un nuovo carcere in sostituzione a quello esistente nel centro cittadino.

Nel 1939 ritornò in voga l'idea di adibire il castello a Museo e istituti d'arte però, nel 1948, il sindaco informò la Sovrintendenza di Milano che nessun lavoro di restauro era ancora stato portato a termine.

Il 9 giugno del 1951 con un'istanza al sindaco, si chiedeva di riprendere subito i lavori. Il sindaco rispose il 7 luglio 1951 assicurando che la pratica sarebbe stata ripresa in esame.

Il 3 giugno 1952 il presidente dell'Oltrepò, preso atto del voto della sezione culturale dell'ente medesimo, sollecitava l'amministrazione comunale a riprendere i lavori per destinare il castello a sede del Museo Civico e di altri Enti Culturali dell'Oltrepò.

### Restauri dopo il Novecento

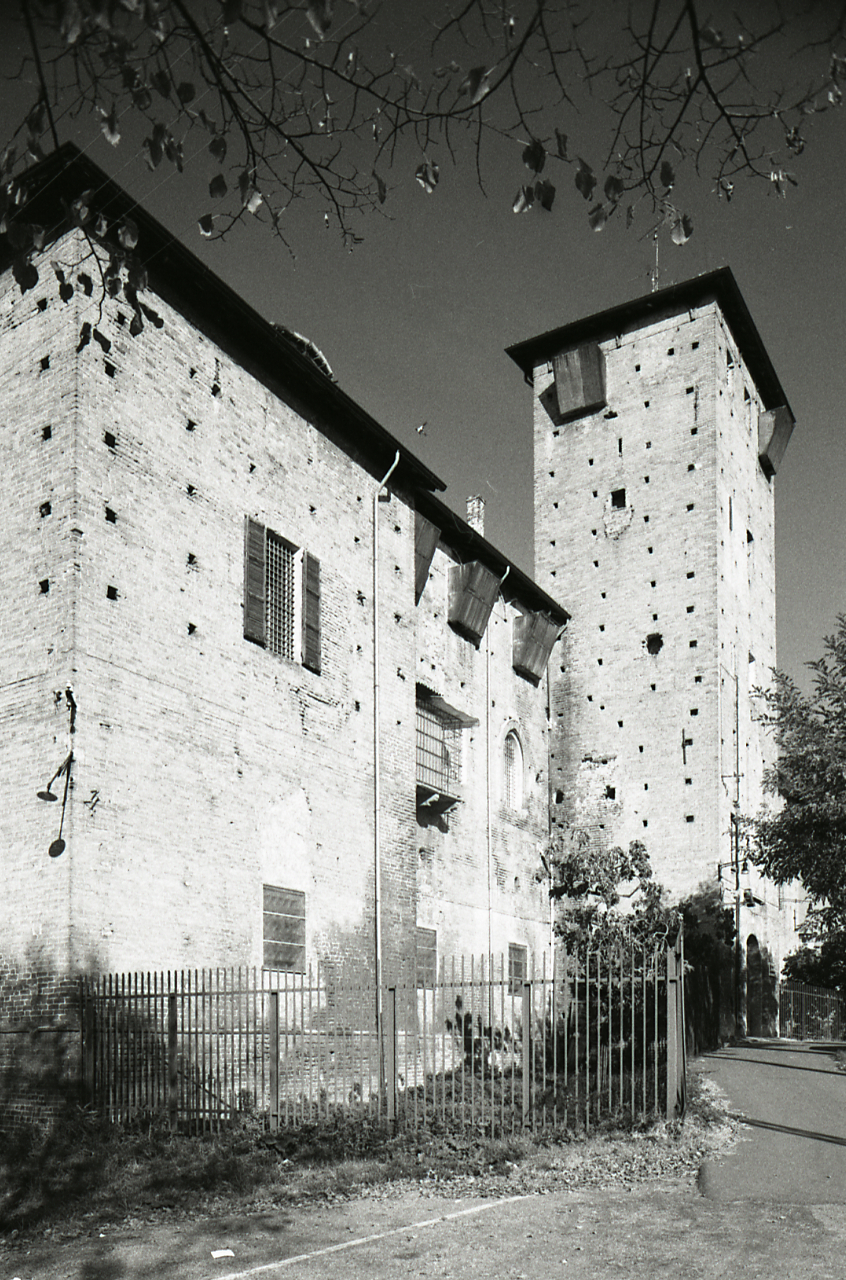
Il castello fotografato da Paolo Monti nel 1980

Nel 1997 in una delle sale del castello, rimuovendo molti strati di intonaco, si sono scoperti affreschi, attribuiti da Teresa Binaghi, a Bramantino. Su richiesta dell'architetto Giuseppina Vago è stato realizzato il rilievo di dettaglio delle pareti della stanza nelle quali si trovano i lacerti di affresco. Il rilievo è finalizzato alla individuazione degli elementi prospettici al fine di ricostruire, se possibile, la posizione dei punti di fuga. Si ritiene che la stanza potesse essere uno studiolo e che le parti basse delle pareti fossero rivestite con una boiserie in legno. Gli affreschi raffigurano le Muse, incorniciate tra il marmo bianco delle lesene ed il porfido rosso dei basamenti e delle piattabande. Le figure imponenti stagliano in primo piano sui compatti volumi di una città metafisica disegnata alle loro spalle. Sopra di ognuna compare, a tratti, una scritta con il nome della Musa e il motto che la contraddistingue.
A concludere la composizione, al centro di ogni campitura, nella fascia d'intonaco tra le travi lignee del soffitto, compaiono degli stemmi araldici, certamente precedenti alla stesura dell'affresco, più volte abrasi e rifatti, con sovrapposte immagini delle imprese riconducibili al ducato ed agli Sforza. 
Nella stessa stanza è stata ritrovata un'apertura tamponata da un muro nel cui vano compare una greca affrescata, inframmezzata da un fiocco e da una sfera di madreperla lucente. Purtroppo molte parti dell'affresco e delle iscrizioni sono irrimediabilmente perdute e risulta molto difficoltoso ricostruire il disegno degli stemmi per giungere a conclusioni più convincenti riguardo alle ipotesi formulate sull'attribuzione e la datazione.
Sempre nell'ala est, nella più ampia sala a fianco della stanza delle muse - la Sala del Loggiato - sotto la centinatura di una volta a padiglione settecentesca già quasi completamente distrutta, nel corso dei restauri è riemerso il soffitto ligneo quattrocentesco molto ben conservato e, nell'intercapedine tra la volta in cannette ed il soffitto, l'impianto ben riconoscibile di un affresco del tutto simile a quello attiguo della stanza del Bramantino. Sfortunatamente si conserva soltanto l'accenno delle lesene con i capitelli marmorei mentre nulla resta delle raffigurazioni all'interno dei vani. Sull'intera parete nord – e parte della parete est - della stessa stanza è riemerso invece l'affresco di un paesaggio campestre denso di alberature di raffinata fattura, riconducibile alla stessa epoca e alla stessa mano delle pitture descritte. A tutto ciò si è aggiunta la recente scoperta di una nicchia, precedentemente murata, dipinta con l'affresco di una Madonna con Bambino su fondo scuro, di iconografia quattrocentesca.
Il castello è continuamente oggetto di interventi conservativi. Solo di recente il 24 e 25 marzo 2007 sono state aperte tre sale del castello per la visita dei cittadini: in una di esse, lo Studiolo delle Muse, sono brani di affreschi attribuiti al Bramantino. Il resto dell'edificio è stato aperto verso settembre e adesso le sale del castello sono tutte ristrutturate.
Inoltre il castello ha ospitato un mercato di prodotti a chilometro zero, organizzato dalla Coldiretti di Pavia.

## Utilizzo odierno

### Come luogo di cultura
Oltre alle esposizioni, con cadenza annuale si tiene a Voghera, nelle sale del Castello Visconteo, il festival "Voghera Fotografia" organizzato dall'Associazione Culturale Spazio 53-Visual Imaging APS, un incontro a livello nazionale con mostre, eventi; nelle giornate del festival, inoltre, alcune aziende del territorio aprono le proprie porte ai visitatori. L'edizione 2023 è svolta dal 27 maggio al 11 giugno: essa è un viaggio fra le bellezze, le fragilità e le risorse del pianeta; tali tematiche sono esacerbate dal titolo: "Terra chiama terra". https://www.vogherafotografia.it